# Alès
Alès település Franciaországban, Gard megyében. Lakosainak száma 45 025 fő (2022. január 1.). Alès Cendras, Saint-Christol-lès-Alès, Saint-Hilaire-de-Brethmas, Saint-Jean-du-Pin, Saint-Martin-de-Valgalgues és Saint-Privat-des-Vieux községekkel határos.

## Népesség
A település népességének változása:
| Lakosok száma | 42 818 | 43 268 | 39 346 | 39 943 | 40 851 | 39 535 | 40 219 | 40 802 | 42 867 | 45 025 |
|               | 1968   | 1982   | 1999   | 2006   | 2011   | 2015   | 2017   | 2018   | 2020   | 2022   |